# Beuvrigny
Beuvrigny település Franciaországban, Manche megyében. Lakosainak száma 130 fő (2022. január 1.). Beuvrigny Domjean, Fourneaux, Saint-Louet-sur-Vire, Torigny-les-Villes és Tessy-Bocage községekkel határos.

## Népesség
A település népességének változása:
| Lakosok száma | 173  | 111  | 93   | 148  | 127  | 134  | 138  | 138  | 135  | 130  |
|               | 1968 | 1982 | 1990 | 2006 | 2013 | 2015 | 2017 | 2019 | 2020 | 2022 |